# Вальгольо
Вальгольо (итал. Valgoglio) — коммуна в Италии, располагается в регионе Ломбардия, в провинции Бергамо.
Население составляет 613 человек (2008 г.), плотность населения составляет 20 чел./км². Занимает площадь 31 км². Почтовый индекс — 24020. Телефонный код — 0346.
В коммуне 15 августа особо празднуется Успение Пресвятой Богородицы.

## Демография
Динамика населения:

## Администрация коммуны
- Официальный сайт: